# Saab 90 Scandia
Saab 90 Scandia — пассажирский самолёт шведской фирмы Сааб.

## История
Исторически авиационная промышленность в Швеции одна из старейших в мире, она берет начало с 1914 года, когда два шведских предприятия наладили производство "Фарманов" и "Альбатросов". Это были истребители, разведчики и учебно-тренировочные самолеты. 
Толчком в развитии авиационной промышленности в стране стало основание в 1937 году акционерного общества Svenska Aeroplan Aktiebolaget (SAAB). Начав с лицензионного производства, предприятие быстро вошло в лидеры отрасли. Вскоре они стали самостоятельно разрабатывать и производить самолеты военного назначения. В 1944 году фирма SAAB провела модификацию бомбардировщика Boeing B-17, конверсировав его в 14-местный дальнемагистральные самолет, были доработаны 7 экземпляров. Но более важным событием было создание собственного первого шведского авиалайнера. 

## Разработка
Самолёт SAAB B 90 Scandia, построенный компанией Свенска Аэроплан (Svenska Aeroplan), представлял собой попытку создания замены самолёта Douglas DC-3 Junkers Ju-52-3m. Проектирование нового самолета началось на фирме в январе 1944 года. Приступая к проектированию фирма надеялась, что новая разработка уменьшит ее зависимость от военных заказов и станет базой для расширения работ в будущем.Технические требования к самолету были согласованы с национальной авиакомпанией ABA Swedish Air Line, которая рассматривала варианты замены  DC-3, после окончания войны. Пассажировместимость нового самолета была задана - 24 30 пассажиров. Была задана низкая посадочная скорость для возможности работать с небольших аэродромов. Дальность полета должна была составлять 1000 км при взлетной массе около 11 600 кг. Самолет получил наименование SAAB 90 Scandia.
Первоначально планировалось начать летные испытания нового самолета летом 1945 года, а поставки серийных машин начнутся в 1947 году. Однако технические и политические проблемы (забастовка шведских металлургов) привели к тому, что первый полет состоялся в ноябре 1946 года.  Авиакомпания "АВА"объявила о покупке трех серийных самолетов и еще трех в варианте с герметичной кабиной.

## Испытания и серийное производство
Заводские испытания первого прототипа прошли практически без замечаний. С марта 1947 года начались эксплуатационные испытания по странам Европы. В августе 1948 года состоялось большое турне по Европе протяженностью 37 200 км, самолет налетал 113 часов, совершив 123 взлета и посадки, перевезя 1200 пассажиров.Затем с декабря 1948 по март 1949 года прототип проходил испытания в авиакомпании, выполняя рейсы из Стокгольма и Мальме во Францию и Италию. Для привлечения потенциальных покупателей прототип совершил демонстрационные полеты в Европе, Африке, США и Латинской Америке. К этому времени на заводе фирмы в Линчепинге было развёрнуто серийное производство, а национальная авиакомпания "АВА" заказала 10 самолетов.
Первый серийный самолет поднялся в воздух в ноябре 1949 года, а в июне 1950 года самолет получил сертификат ИКАО. Серийные самолеты получили обозначение SAAB-90A-2.   Но в Швеции было принято решение остановить серийное производство SAAB-90A-2, чтобы освободить производственные мощности для крупносерийного производства истребителей  SAAB J29. Всего было изготовлено 18 самолетов, причем последнии 6 самолетов собирались на фирме Fokker в Голландии. 
Первоначально в 1951 году фирма SAAB вела переговоры с концерном FIAT о передаче производства Scandia в Италию, но долгие переговоры не дали результата. В мае 1952 года было достигнуто соглашение о достройке шести самолетов в Голландии. Последний самолет был изготовлен в октябре 1954 года. 

## Эксплуатация
SAS Scandinavian Airlines System - к моменту поставки, заказанных 10 самолетов, шведская авиакомпания "ABA" объединилась с датской  "DDL" и норвежской "DNL", образовав концерн SAS. К декабрю 1951 года было поставлено 8 самолетов. Самолеты базировались аэропорту Форнебу  в Осло, где проходило их техническое обслуживание. Самолеты обслуживали в основном короткие линии внутри Скандинавии. Самолеты эксплуатировались в авиакомпании до 1957 года.
VASP - самый крупный эксплуатант самолетов SAAB 90. Кроме собственного заказа - 5 самолетов, авиакомпании достались самолеты авиакомпании Aerovias Brasil. И в 1957 году VASP приобрела самолеты ранее принадлежащие SAS. Таким образом бразильская авиакомпания стала обладателем всех экземпляров серийно выпускавшегося зарубежного авиалайнера. Самолеты эксплуатировались на внутренних линиях Бразилии до 1969 года.
В настоящее время сохранился лишь один самолет SAAB 90 Scandia, он находится в музее вооружений и транспорта в городе Бебедура, штат Сан-Паулу в действующем состоянии.

## Конструкция
SAAB 90 Scandia - двухмоторный свободнонесущий  цельнометаллической низкоплан классической схемы с убирающимся трёхопорным шасси. Ближнемагистральный пассажирский самолет с экипажем из четырёх или пяти человек (два пилота, штурман и стюарды) и от 24 до 36 пассажиров, в зависимости от компоновки салона. 
Фюзеляж - эллиптического сечения типа полумонокок. В носовой части фюзеляжа расположен небольшой грузовой отсек, за ним кабина экипажа. Далее пассажирский салон, с вариантом компоновки на 24 или 32 места. Пассажирские кресла расположены по три в ряду - по правому борту два кресла, по левому одно с проходом между ними, последний ряд четыре кресла. В задней части салона по левому борту находится входная дверь. Напротив нее гардероб, туалет и маленькая кухня. В хвостовой части фюзеляжа - багажный отсек, а под полом салона еще два грузовых отсека. 
Крыло - цельнометаллическое низкорасположенное свободнонесущее, трехлонжеронное, трапециевидное в плане. Состоит из центроплана и двух отъёмных консолей. Место стыковки центроплана с фюзеляжем закрыт зализами. Силовой каркас из алюминиевого сплава. Продольней силовой набор три лонжерона и спринтеры, поперечный нервюры. Обшивка гладкая работающая. Механизация крыла - элероны и щелевые закрылки. 
Хвостовое оперение - цельнометаллическое однокилевое классической схемы. Вертикальное оперение - киль, жестко интегрированный в конструкцию фюзеляжа, руль направления с триммером. Горизонтальное оперение - свободнонесущий стабилизатор с рулем высоты. 
Шасси - трехопорное убираемое. На каждой опоре по одному колесу. Колеса основных опор снабжены тормозами, переднее колесо управляемое. Для облегчения выпуска шасси, в случае отказа гидросистемы, стойки шасси убирались против направления полета. Носовая стойка убиралась в нишу в передней части фюзеляжа, основные в гондолы двигателей. 
Силовая установка - два поршневых 14-цилиндровых двухрядных звездообразных двигателя воздушного охлаждения Pratt & Whitney R-2180-E-1 Twin Wasp E мощностью 1825 л.с. каждый. Двигатели устанавливались в мотогондолы на передней кромке крыла и закрывались капотами. Воздушные винты металлические четырехлопастные, изменяемого шага с автоматической синхронизацией. Диаметр винтов 3,73 м. Топливные, баки объемом в 2960 литров, расположены в консолях крыла.  

## Происшествия
26 ноября 1962 года, самолёт Saab Scandia 90A-1 бразильской авиакомпании VASP, летевший из Сан-Паулу в Рио-де-Жанейро (Сантос-Дюмон), столкнулся в районе Муниципалитета Paraibuna штата Сан-Паулу с частным Cessna 310 PT-BRQ, направляющимся из Рио-де-Жанейро (Сантос-Дюмон) в Сан Паулу (Кампу-ди-Марти). Они летели на одной авиалинии в противоположных направлениях и не смогли установить визуальный контакт. Погибло 23 пассажира Сааба и 4 - «Сессны».